# Cheong Jun Hoong
Cheong Jun Hoong, född 16 april 1990, är en malaysisk simhoppare som vann silver i parhoppning, 10 meter, vid Olympiska sommarspelen 2016. Vid världsmästerskapen i simsport 2017 blev hon individuell världsmästare på 10 meter.